# Худур
Худур (на сомалийски: Xuddur) е град в централнозападна Сомалия. Административен център на регион Бакол и дистрикт Худур. Населението на града през 2013 година е около 12 500 души.